# Бруно II фон Кирхберг
Бруно II фон Кирхберг (на немски: Bruno II von Kirchberg; † сл. 1356) е граф на Кирхберг при Улм.

## Произход
Той е син на граф Конрад IV (III) фон Кирхберг († сл. 30 март 1315) и внук на Конрад II фон Кирхберг († 2 февруари 1282) и Елизабет фон Айхен († сл. 1278). Брат е на бездетния граф Конрад V (IV) фон Кирхберг († сл. 1315), женен за Агнес фон Тауферс (* пр. 1303; † 21 юни 1351).
Основаният от рода бенедиктински манастир Виблинген (днес част от Улм) е от 1093 до измирането на рода ок. 1489 г. гробница на графовете на Кирхберг.

## Фамилия
Бруно II фон Кирхберг се жени за Луитгард фон Айхелбург († сл. 30 март 1356), дъщеря на граф Диполд фон Меркенберг-Айхелберг († 7 март 1270) и Агнес фон Хелфенщайн († сл. 1296). Те имат децата:
- Виллхелм I фон Кирхберг († 10 август 1366), граф на Кирхберг, женен пр. 27 ноември 1336 г. за Агнес фон Тек (* ок. 1320/1330; † 26 септември 1384)
- Конрад V фон Кирхберг († сл. 1367)
- Берта фон Кирхберг († 22 юли 1371), омъжена пр. 20 септември 1341 г. за граф Хуго VI (VII) фон Монфор-Тостерс-Фелдкирх († 29 март 1359)
- Берта фон Кирхберг († 1351/1366), омъжена за Хайнрих фон Верденберг († сл. 1366)